# Helge Darnstädt
Helge Darnstädt (Pseudonyme: Christel Burg, Eva Burgstedt, Sabine Hagen, Kathrin Thomas, Katrin Thomas; * 12. Juni 1925 in Oker, Harz; † 20. Februar 2009) war eine deutsche Schriftstellerin und Übersetzerin.

## Leben
Helge Darnstädt lebte in West-Berlin. Ab 1953 veröffentlichte sie zahlreiche Unterhaltungsromane, die dem Genre des Frauenromans zuzurechnen sind und überwiegend im Stuttgarter Titania-Verlag erschienen. Ab 1958 kamen Kinder- und Jugendbücher sowie einige Übersetzungen von Werken der Autorin Enid Blyton hinzu.
Sie war die Mutter von drei Söhnen, darunter der Drehbuchautor Christoph Darnstädt und der Journalist Thomas Darnstädt.

## Werke
- Herz ohne Heimat, Stuttgart 1953 (unter dem Namen Eva Burgstedt)
- Ich habe nur mein Herz, Stuttgart 1953 (unter dem Namen Eva Burgstedt)
- Kindertränen – Mutterleid, Stuttgart 1953 (unter dem Namen Eva Burgstedt)
- Um ein Kinderherz, Stuttgart 1953 (unter dem Namen Eva Burgstedt)
- Wenn der Flieder wieder blüht, Stuttgart 1953 (unter dem Namen Eva Burgstedt)
- Zweier Herzen bitterer Stolz, Stuttgart 1953 (unter dem Namen Eva Burgstedt)
- Du bist die Liebe, Ursula, Stuttgart 1954 (unter dem Namen Eva Burgstedt)
- Frag doch dein Herz, Stuttgart 1954 (unter dem Namen Eva Burgstedt)
- Ein Herz muß schweigen, Stuttgart 1954 (unter dem Namen Eva Burgstedt)
- Die Liebe höret nimmer auf, Stuttgart 1954 (unter dem Namen Eva Burgstedt)
- Liebe kleine Mignon, Stuttgart 1954 (unter dem Namen Eva Burgstedt)
- Das Lied meines Herzens, Stuttgart 1954 (unter dem Namen Eva Burgstedt)
- Als er wiederkam, Stuttgart 1955 (unter dem Namen Eva Burgstedt)
- Endstation Schicksal, Stuttgart 1955 (unter dem Namen Eva Burgstedt)
- Geheimnis um Julia, Stuttgart 1955 (unter dem Namen Eva Burgstedt)
- Ich suche Barbara, Stuttgart 1955 (unter dem Namen Eva Burgstedt)
- Der Mann, der Percy hieß, Stuttgart 1955 (unter dem Namen Eva Burgstedt)
- Morgen, wenn wir glücklich sind, Stuttgart 1955 (unter dem Namen Eva Burgstedt)
- Nur eine Frau, Stuttgart 1955 (unter dem Namen Eva Burgstedt)
- Das versunkene Glück, Stuttgart 1955 (unter dem Namen Eva Burgstedt)
- Wenn eine Frau liebt, Stuttgart 1955 (unter dem Namen Eva Burgstedt)
- Wer hätte das gedacht, Stuttgart 1955 (unter dem Namen Christel Burg)
- Dein Herz allein, Stuttgart 1957 (unter dem Namen Eva Burgstedt)
- Denkst du noch an Anneli?, Stuttgart 1957 (unter dem Namen Eva Burgstedt)
- Geliebtes kleines Leben, Stuttgart 1957 (unter dem Namen Eva Burgstedt)
- Heimweh nach dir, Stuttgart 1957 (unter dem Namen Eva Burgstedt)
- Licht der Liebe, Stuttgart 1957 (unter dem Namen Eva Burgstedt)
- Liebe fragt nicht, Stuttgart 1957 (unter dem Namen Eva Burgstedt)
- Liebe – Heimat des Herzens, Stuttgart 1957 (unter dem Namen Eva Burgstedt)
- Liebe im Zwielicht, Stuttgart 1957 (unter dem Namen Eva Burgstedt)
- Nichts als Liebe, Stuttgart 1957 (unter dem Namen Eva Burgstedt)
- Was du mir bist, Stuttgart 1957 (unter dem Namen Eva Burgstedt)
- Was ist denn Liebe, Stuttgart 1957 (unter dem Namen Eva Burgstedt)
- Was weißt denn du, Stuttgart 1957 (unter dem Namen Eva Burgstedt)
- Weil die Liebe stärker war, Stuttgart 1957 (unter dem Namen Eva Burgstedt)
- Wir sehn uns wieder, Angelika, Stuttgart 1957 (unter dem Namen Eva Burgstedt)
- Zwischen Liebe und Lüge, Stuttgart 1957 (unter dem Namen Eva Burgstedt)
- Dein Lächeln war genug, Stuttgart 1958 (unter dem Namen Eva Burgstedt)
- Geschwister, Stuttgart 1958
- Heimat, deine Sterne, Stuttgart 1958 (unter dem Namen Eva Burgstedt)
- Jedes Herz braucht eine Heimat, Stuttgart 1958 (unter dem Namen Eva Burgstedt)
- Kampf um Christian, Papenburg 1958 (unter dem Namen Eva Burgstedt)
- Kinder und ihre Tiere, Stuttgart 1958
- Ein Liebeslied für dich, Stuttgart 1958 (unter dem Namen Eva Burgstedt)
- Mein Herz für Claudia, Stuttgart 1958 (unter dem Namen Eva Burgstedt)
- Die Nacht auf der "Santa Felice", Stuttgart 1958 (unter dem Namen Eva Burgstedt)
- Aus der bunten Kinderwelt, Stuttgart 1959 (unter dem Namen Christel Burg)
- Feine Geschichten für kleine Leute, Stuttgart 1959 (unter dem Namen Christel Burg)
- Eine Frau wie Andrea, Stuttgart 1959 (unter dem Namen Eva Burgstedt)
- Geschichten aus dem Kinderland, Stuttgart 1959
- Geschichten aus dem Klassenzimmer, Stuttgart 1959
- Das Glück hat deine Augen, Stuttgart 1959 (unter dem Namen Eva Burgstedt)
- Ihr Schmerzenskind, Stuttgart 1959 (unter dem Namen Eva Burgstedt)
- Strupp und Foxi, Stuttgart 1959 (zusammen mit Fritz Baumgarten)
- Teddys Schulausflug, Stuttgart 1959 (zusammen mit Fritz Baumgarten)
- Und morgen wirst du mich hassen, Stuttgart 1959 (unter dem Namen Eva Burgstedt)
- Ich ging, weil ich dich liebte, Stuttgart 1960 (unter dem Namen Eva Burgstedt)
- Schau in meine Augen, Stuttgart 1960 (unter dem Namen Eva Burgstedt)
- Der Stärkere, Stuttgart 1960 (unter dem Namen Eva Burgstedt)
- Von Kindern und Tierkindern, Stuttgart 1960 (unter dem Namen Christel Burg)
- Heitere Schulgeschichten, Stuttgart 1961 (unter dem Namen Christel Burg)
- Lustige Tiermärchen, Stuttgart 1961
- Neues aus dem Märchenreich, Stuttgart 1961
- Die Stimme meines Herzens, Stuttgart 1961 (unter dem Namen Eva Burgstedt)
- Die Welt in deinem Herzen, Stuttgart 1961 (unter dem Namen Eva Burgstedt)
- Wir helfen, Stuttgart 1961 (unter dem Namen Sabine Hagen)
- Zu jung für Michael, Stuttgart 1961 (unter dem Namen Eva Burgstedt)
- Allerlei von der Schulbank, Stuttgart 1962 (unter dem Namen Christel Burg)
- Heut ist ein besonderer Tag, Stuttgart 1962
- Das Hochzeitsfest im Wiesengrund, Stuttgart 1962 (zusammen mit Fritz Baumgarten)
- Komm zurück, Andreas, Stuttgart 1962 (unter dem Namen Eva Burgstedt)
- Der Schatten von gestern, Stuttgart 1962 (unter dem Namen Eva Burgstedt)
- Seine Frau Nina, Stuttgart 1962 (unter dem Namen Eva Burgstedt)
- Und die Liebe, Michaela?, Stuttgart 1962 (unter dem Namen Eva Burgstedt)
- Unsere besten Freunde, Stuttgart 1962
- Unverhofft kommt oft, Stuttgart 1962 (unter dem Namen Sabine Hagen)
- Freunde auf vier Beinen, Stuttgart 1963 (unter dem Namen Christel Burg)
- Kinder im Zoo, Stuttgart 1963
- Kleine Leute – kleine Geschichten, Stuttgart 1963 (unter dem Namen Sabine Hagen)
- Die Kraft einer Liebe, Stuttgart 1963 (unter dem Namen Eva Burgstedt)
- Das letzte Wort hat die Liebe, Stuttgart 1963 (unter dem Namen Eva Burgstedt)
- Neue Märchen, Stuttgart 1963
- Rund um die Sparbüchse, Stuttgart 1963
- Sommer mit Sabina, Stuttgart 1963 (unter dem Namen Eva Burgstedt)
- Verirrte Herzen, Stuttgart 1963 (unter dem Namen Eva Burgstedt)
- Wurzelpurzel, Stuttgart 1963 (zusammen mit Fritz Baumgarten)
- Aus einem fröhlichen Haus, Stuttgart 1964
- In Wahrheit war es Liebe, Stuttgart 1964 (unter dem Namen Eva Burgstedt)
- Kinder im Verkehr, Stuttgart 1964
- Kinderarzt Dr. Thorsten, Stuttgart 1964 (unter dem Namen Eva Burgstedt)
- Von lustigen kleinen Leuten, Stuttgart 1964 (unter dem Namen Katrin Thomas)
- Die Ehe des Dr. Gregorius, Stuttgart 1965 (unter dem Namen Eva Burgstedt)
- Jene Nacht im April, Stuttgart 1965 (unter dem Namen Eva Burgstedt)
- Nachtschwester Angela, Stuttgart 1965 (unter dem Namen Eva Burgstedt)
- Neben dir ein Fremder, Bergisch Gladbach 1965 (unter dem Namen Kathrin Thomas)
- Neues aus dem fröhlichen Haus, Stuttgart 1965
- Nicola mischt sich ein, Stuttgart 1965 (unter dem Namen Sabine Hagen)
- Teddys große Fahrt, Stuttgart 1965 (zusammen mit Fritz Baumgarten)
- Und das ist alles wahr!, Stuttgart 1965 (unter dem Namen Katrin Thomas)
- Was habt ihr gegen Florian?, Stuttgart 1965
- Was im Märchenwald geschah, Stuttgart 1965 (unter dem Namen Christel Burg)
- Aus Wald und Feld, Stuttgart 1966 (unter dem Namen Sabine Hagen)
- Hurra, Ferien!, Stuttgart 1966 (unter dem Namen Christel Burg)
- Kinder, Hunde, Hundekinder, Stuttgart 1966
- Und alles wegen Alibaba, Stuttgart 1966 (unter dem Namen Sabine Hagen)
- Von Kindern und Autos, Stuttgart 1966
- Fröhliche Tage im fröhlichen Haus, Stuttgart 1967
- Fürchtemanns Mutprobe, Icking bei München 1967 (unter dem Namen Kathrin Thomas)
- Geschichten von seltsamen Tieren, Stuttgart 1967 (unter dem Namen Sabine Hagen)
- Der Herr aus Honolulu, Stuttgart 1967
- Ist Martina ohne Schuld?, Bergisch Gladbach 1967(unter dem Namen Eva Burgstedt)
- Ein Kind zwischen Liebe und Geld, Bergisch Gladbach 1967 (unter dem Namen Eva Burgstedt)
- Königin seines Herzens, Bergisch Gladbach 1967 (unter dem Namen Eva Burgstedt)
- Neue Tiermärchen, Stuttgart 1967
- Die rettende Heirat, Bergisch Gladbach 1967 (unter dem Namen Eva Burgstedt)
- Seine Assistentin, Regensburg 1967 (unter dem Namen Kathrin Thomas)
- Ulla kämpft für Martin, Icking bei München 1967 (unter dem Namen Kathrin Thomas)
- Was nicht jeder weiß, Stuttgart 1967 (unter dem Namen Christel Burg)
- Denn Liebe fragt nicht nach der Schuld, Bergisch Gladbach 1968 (unter dem Namen Eva Burgstedt)
- Geschichten aus unserer Straße, Stuttgart 1968 (unter dem Namen Sabine Hagen)
- Großer Rat im Hofoldinger Forst, Icking b. München 1968 (unter dem Namen Kathrin Thomas)
- Habt ihr das gewußt?, Stuttgart 1968 (unter dem Namen Christel Burg)
- So was gibt es, Stuttgart 1968
- Bleibe doch für eine Stunde, Bergisch Gladbach 1969 (unter dem Namen Eva Burgstedt)
- Freispruch aus Liebe, Bergisch Gladbach 1969 (unter dem Namen Eva Burgstedt)
- Geschichten von früh bis spät, Stuttgart 1969 (unter dem Namen Christel Burg)
- Klasse 3 geteilt durch 2, Stuttgart 1969 (unter dem Namen Sabine Hagen)
- Das Tagebuch verriet die Wahrheit, Bergisch Gladbach 1969 (unter dem Namen Eva Burgstedt)
- Tiergeschichten aus aller Welt, Stuttgart 1969 (unter dem Namen Sabine Hagen)
- Und die Tränen kamen später, Bergisch Gladbach 1969 (unter dem Namen Eva Burgstedt)
- Unglaubliche Geschichten, Stuttgart 1969
- Was ihre Lippen verschweigen, Bergisch Gladbach 1969 (unter dem Namen Eva Burgstedt)
- Wiedersehen in Irland, Regensburg 1969 (unter dem Namen Kathrin Thomas)
- Märchen aus dem Tierreich, Stuttgart 1970
- Onkel Uhu weiß fast alles, Stuttgart 1970 (unter dem Namen Christel Burg)
- Geschichten von der Waldwiese, Stuttgart 1971 (unter dem Namen Sabine Hagen)
- Kennwort Rumpelstilzchen, Stuttgart 1971
- Kleine schwarze Peggy, Rastatt (Baden) 1972 (unter dem Namen Kathrin Thomas)
- Tauschen muß man können!, Stuttgart 1972
- Bei uns zu Haus, Stuttgart 1973
- Geschwister, Stuttgart 1973
- In Samt und Seide, Rastatt (Baden) 1973 (unter dem Namen Kathrin Thomas)
- Juli und das Geheimnis von Heißtatabumstei, Stuttgart 1973
- Die Lady und das Findelkind, Rastatt (Baden) 1973 (unter dem Namen Kathrin Thomas)
- Das Schönste dieser Welt, Rastatt (Baden) 1973 (unter dem Namen Kathrin Thomas)
- Sieh dich um, Stuttgart 1973 (unter dem Namen Christel Burg)
- Geschichten von Katzen und kleinen Brüdern, Stuttgart 1974 (unter dem Namen Katrin Thomas)
- Ein Hund für zwei, Stuttgart 1974
- Ab Sonntag sind wir Geschwister, Stuttgart 1975
- Alexanders Ferienfahrt, Stuttgart 1975 (unter dem Namen Christel Burg)
- Ein merkwürdiges Mädchen, Stuttgart 1975
- Eine Ärztin im Zwiespalt der Gefühle, Rastatt 1976 (unter dem Namen Kathrin Thomas)
- Du bleibst die Mutter meiner Kinder, Köln 1976 (unter dem Namen Kathrin Thomas)
- Der geheimnisvolle Mops, Stuttgart 1976
- Kathis Liebe zur Tante Doktor, Rastatt 1976 (unter dem Namen Kathrin Thomas)
- Mein Mann weiß nichts von meinem Kind, Köln 1976 (unter dem Namen Kathrin Thomas)
- Mein Vati läßt mich oft allein, Köln 1976 (unter dem Namen Kathrin Thomas)
- Neues aus dem Klassenzimmer, Stuttgart 1976
- Noch bist du nur mein Pflegekind, Köln 1976 (unter dem Namen Kathrin Thomas)
- Ob sie ihn noch immer liebt?, Köln 1976 (unter dem Namen Kathrin Thomas)
- Der Papagei im Apfelbaum, Stuttgart 1976 (unter dem Namen Sabine Hagen)
- Psst, Agathe brütet, Stuttgart 1976 (unter dem Namen Sabine Hagen)
- Sie haben mir das Kind entführt, Köln 1976 (unter dem Namen Kathrin Thomas)
- Stiefmutter unerwünscht, Rastatt 1976 (unter dem Namen Kathrin Thomas)
- Um 8 Uhr fängt die Schule an, Stuttgart 1976
- Alle Kinder haben Eltern ..., Köln 1977 (unter dem Namen Kathrin Thomas)
- Der dreigeteilte Dackel, Stuttgart 1977 (unter dem Namen Sabine Hagen)
- Geschichten vom Schulhof, Stuttgart 1977
- Ich darf nicht mehr zu Hause sein, Köln 1977 (unter dem Namen Kathrin Thomas)
- Ich gab mein Kind der anderen Frau, Köln 1977 (unter dem Namen Kathrin Thomas)
- Ich lieb die neue Mutti nicht, Köln 1977 (unter dem Namen Kathrin Thomas)
- Sei doch zu Mutti nicht so bös, Köln 1977 (unter dem Namen Kathrin Thomas)
- Wir haben keine Eltern mehr, Köln 1977 (unter dem Namen Kathrin Thomas)
- Zauberei im Seehotel, Stuttgart 1977
- Kein Feuer kann brennen so heiß ..., Köln 1978 (unter dem Namen Kathrin Thomas)
- Neues vom Stundenplan, Stuttgart 1978
- Was will die fremde Frau von Vati?, Köln 1978 (unter dem Namen Kathrin Thomas)
- Ich such dir eine neue Frau, Köln 1979 (unter dem Namen Kathrin Thomas)
- Bastimax, die wilden Zwei, Stuttgart 1982
- Freunde findest du überall, Daniela, Stuttgart 1982 (unter dem Namen Sabine Hagen)
- Heitere Spukgeschichten, Stuttgart 1982
- Ich muß dir etwas sagen, Daniela, Stuttgart 1982 (unter dem Namen Sabine Hagen)
- Jan und das schwarze Schaf der Familie, Stuttgart 1982
- Kunterbunte Geschichten, Stuttgart 1982 (unter dem Namen Katrin Thomas)
- Tafel, Schwamm und neue Streiche, Stuttgart 1982
- Tiere – liebe Tiere, Stuttgart 1982 (unter dem Namen Sabine Hagen)
- Geschichten von nebenan, Stuttgart 1983 (unter dem Namen Christel Burg)
- Das Fest im Walde, Königstein 2007 (zusammen mit Fritz Baumgarten)
- Freizeit bei den Fröschen, Königstein 2007 (zusammen mit Fritz Baumgarten)
- Maulwurf und seine Freunde, Königstein 2007 (zusammen mit Fritz Baumgarten)
- Ein Tag bei den Spatzen, Königstein 2007 (zusammen mit Fritz Baumgarten)
- Ostern im Wichtelland, Königstein 2008 (zusammen mit Fritz Baumgarten)

## Übersetzungen
- Enid Blyton: Fannis abenteuerliche Ferien, Stuttgart 1978
- Enid Blyton: Juli und die drei vom Fluß, Stuttgart 1972
- Enid Blyton: Die Marzipanmaus und andere Erzählungen, München 1976 (übersetzt zusammen mit Lena Hahn)
- Enid Blyton: Munter und kunterbunt, Stuttgart 1971
- Enid Blyton: Das törichte Kätzchen und andere Geschichten, München 1972 (übersetzt zusammen mit Lena Hahn)
- Margaret Rogers: Grün ist schön, Stuttgart 1982